# Прохоров Олександр Михайлович
Олександр Михайлович Прохоров (рос. Александр Михайлович Прохоров; 11 липня 1916, Атертон, штат Квінсленд, Австралія — 8 січня 2002, Москва, Росія) — видатний радянський фізик, один з основоположників найважливішого напряму сучасної фізики — квантової електроніки, лауреат Нобелівської премії з фізики за 1964 рік (спільно з Миколою Басовим і Чарлзом Таунсом), один з винахідників лазерних технологій.

## Життєпис
Прохоров народився в Атертоні (Австралія) в сім'ї робітника-революціонера, який втік від переслідувань царського режиму. У 1923 сім'я повернулася на батьківщину. У 1939 він з відзнакою закінчив фізичний факультет Ленінградського державного університету і вступив до аспірантури ФІАНа. Після початку Німецько-радянської війни Прохоров пішов на фронт, воював у піхоті, в розвідці, був нагороджений. Член ВЛКСМ з 1930 по 1944. У 1944 у, після важкого поранення, він був демобілізований і повернувся до наукової роботи. Член КПРС з 1950 р.
Протягом 1946–1982 Прохоров працював у Фізичному інституті АН СРСР, з 1954 очолював Лабораторію коливань, з 1968 був заступником директора. У 1982 році призначений директором Інституту загальної фізики АН СРСР, який очолював до 1998, а потім був його почесним директором. Одночасно викладав в МДУ (з 1959 на посаді професора) і МФТІ, де з 1971 року завідував кафедрою.
У 1960 Прохоров обраний членом-кореспондентом АН СРСР, а в 1966 — академік ом. Протягом двадцяти років (1973—1993) він був академіком-секретарем Відділення загальної фізики і астрономії АН СРСР, був членом і в кінці життя радником Президії РАН. З 1969 Прохоров займав посаду головного редактора Великої радянської енциклопедії, під його керівництвом вийшло її третє видання, а також безліч інших енциклопедичних словників.
Входив до числа чотирьох академіків (Прохоров, Скрябін, Тихонов, Дородніцин), що підписали листа з засудженням А. Д. Сахарова.
Прохоров створив велику школу фізиків, серед його учнів багато великих вчених. З 2002 року ім'я Прохорова носить Інститут загальної фізики РАН.
Дійсний член Міжнародного Леонардо-клубу. Був головним редактором міжнародного журналу «Лазерна фізика», членом редколегії журналу «Поверхность: фізика, хімія, механіка».

## Наукова діяльність
Наукові роботи Прохорова присвячені радіофізиці, фізиці прискорювачів, радіоспектроскопії, квантової електроніки та її додатків, нелінійній оптиці. У перших роботах він досліджував поширення радіохвиль уздовж земної поверхні і в іоносфері. Після війни він діяльно зайнявся розробкою методів стабілізації частоти радіогенераторів, що лягло в основу його кандидатської дисертації. Він запропонував новий режим генерації міліметрових хвиль в синхротроні, встановив їх когерентний характер і за результатами цієї роботи захистив докторську дисертацію (1951).
Розробляючи квантові стандарти частоти, Прохоров спільно з Н. Г. Басовим сформулював основні принципи квантового посилення і генерації (1953), що було реалізовано під час створення першого квантового генератора (мазера) на аміаку (1954). Кілька наступних років були присвячені роботі над парамагнітними підсилювачами НВЧ-діапазону, в яких було запропоновано використовувати ряд активних кристалів, таких як рубін, докладне дослідження властивостей якого виявилося надзвичайно корисним при створенні рубінового лазера. У 1958 Прохоров запропонував використовувати Відкритий резонатор для створення квантових генераторів. За основоположну роботу в області квантової електроніки, яка призвела до створення лазера і мазера, Прохоров і Н. Г. Басов були нагороджені ленінською премією в 1959, а в 1964 спільно з Ч. Х. Таунсом — нобелівською премією з фізики.
З 1960 Прохоров створив ряд лазерів різних типів: лазер на основі двухквантових переходів (1963), ряд безперервних лазерів і лазерів в ІЧ-області, потужний газодинамічний лазер (1966). Він досліджував нелінійні ефекти, виникають при поширенні лазерного випромінювання в речовині: багатофокусну структуру хвильових пучків в нелінійному середовищі, поширення оптичних солітонів в світловодах, збудження і дисоціація молекул під дією ІЧ-випромінювання, лазерна генерація ультразвуку, управління властивостями твердого тіла та лазерної плазми при впливі світловими пучками. Ці розробки знайшли застосування не тільки для промислового виробництва лазер ів, але і для створення систем далекого космічного зв'язку, лазерного термоядерного синтезу, волоконно-оптичних ліній зв'язку і багатьох інших.
Прохоров — автор наукового відкриття «Світлогідравлічний ефект», яке занесене в Державний реєстр відкриттів СРСР під № 65 з пріоритетом від 28 лютого 1963 р. у наступному формулюванні:«Експериментально встановлено невідоме раніше явище виникнення гідравлічного ударного імпульсу при поглинанні всередині рідини світлового променя квантового генератора». 

## Про труднощі переходу до нової тематики
Прохоров деякий час займався НВЧ-технікою, проте потім вирішив переключитися на лазери і змусив колектив підкоритися своєму рішенню, розбивши в лабораторії прилади, потрібні для роботи над старою тематикою. Скандал позбавив колектив половини співробітників (звільнилися), але ті, що залишилися, почали займатися новою для себе справою. У результаті Нобелівська премія дісталася саме за лазери.

## Нагороди
- Премія ім. Л. І. Мандельштама (1948)
- Ленінська премія (1959)
- П'ять орденів Леніна (у тому числі 11.05.1981)
- Орден Вітчизняної війни I ступеня (1985)
- Нобелівська премія з фізики (1964)
- Герой Соціалістичної Праці (1969, 1986)
- Державна премія СРСР (1980)
- Орден «За заслуги перед Вітчизною» II ступеня (1996)
- Державна премія Російської Федерації (1998)
- Медаль ім. Фредеріка Айвеса (2000)
- Демидівська премія (2001)
- Велика золота медаль імені М. В. Ломоносова (1987)
- Премія Ради Міністрів СРСР
- Премія Уряду Російської Федерації в галузі науки і техніки (за 2003 рік, посмертно) за розробку наукових і технологічних основ метрологічного забезпечення вимірювань довжини в мікрохвильовому і нанометровому діапазонах та їх впровадження в мікроелектроніку і нанотехнологію[6]
- Іноземний член Чехословацької АН (1982)[7].

На честь вченого названо астероїд 7269 Алпрохоров.

## Статті
- А. М. Прохоров. Квантова електроніка // Успіхи фізичних наук. — 1965.
- А. М. Прохоров. Нові журнали з фізики та астрономії // УФН. — 1975.
- А. М. Прохоров. Фізика твердого тіла та її роль у науці і практиці // УФН. — 1976.
- А. М. Прохоров, Л. В. Гурвич. Нетрадиційні програми термодинаміки // УФН. — 1978.
- А.М. Прохоров, В.Є. Фортів, С.І. Анісімов. Застосування потужних лазерів для дослідження речовини при надвисоких тисках. // УФН. — 1984.
- А.М. Прохоров, О.М. Агеєв, Г.А. Смоленський. Оптичні явища в тонкоплівкових магнітних хвилеводах і їх технічне використання. // УФН. — 1984.
- А.М. Прохоров. До 25-річного ювілею лазера. // УФН. — 1986.

## Фільми
У 1985 році кіностудією «Леннаучфільм» випущений науково-популярний фільм «Конструктори променів», (режисер — А. Слобідської, оператор У. Петров). Фільм присвячений досягненням Інституту загальної фізики АН СРСР на чолі з академіком А. Прохоровим, особливо роботам по лазерним променям. У фільмі використано інтерв'ю з академіком Прохоровим. Показана робота інших співробітників Інституту.